# 京都電燈デナ21形電車

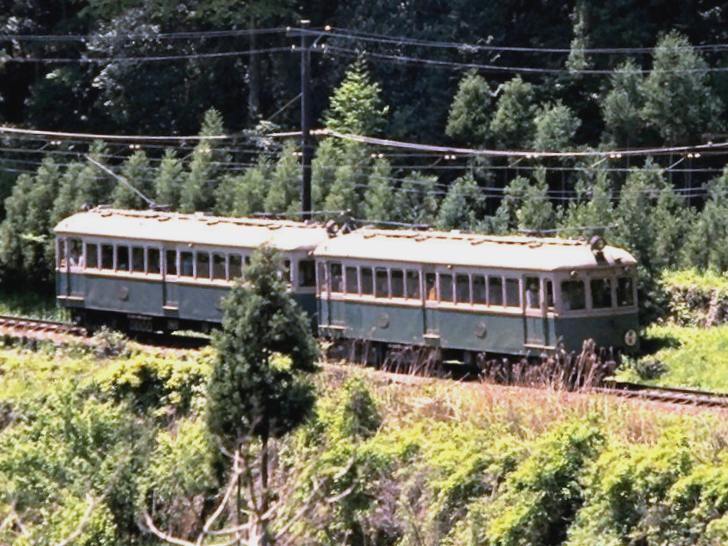
ポール時代のデナ21

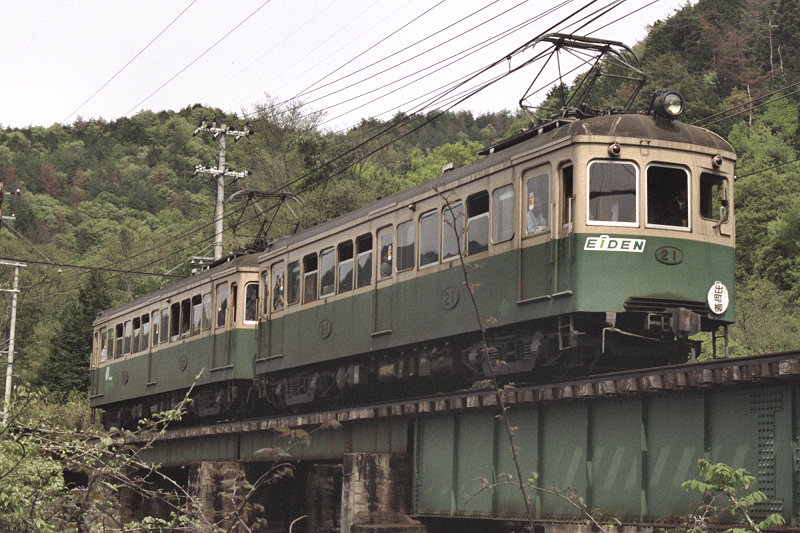
デナ21（1993年　市原駅付近）

京都電燈デナ21形電車（きょうとでんとうデナ21がたでんしゃ）は、京都電燈が同社叡山線用車両として1929年（昭和4年）に新製した電車（制御電動車）である。車両記号の「デナ」とは、「デ」が電動車を（デンドウシャ）、「ナ」が車体の大きさ（中型 = ナカガタ）をそれぞれ意味する。
デナ21形の落成前年となる1928年（昭和3年）には、京都電燈の傍系事業者である鞍馬電気鉄道が、同社路線の開業に際して、デナ21形と基本設計が同一である同形車両デナ121形電車を新製しており、両形式合わせて計10両が在籍した。
本項では、京都電燈デナ21形・鞍馬電気鉄道デナ121形の両形式について詳述する。

## 概要
日本車輌製の全長15m弱の両運転台で、前面は非貫通形3枚窓・側面は窓配置dD5D5Ddの片開き3扉。基本的なデザインは同社のデナ1形を継承し、窓の上隅に曲線がつけられているのとノーヘッダであることが特徴となっている。当初集電装置はダブルポールであったが1930年にシングルポールに改められている。また、車体の塗装は緑一色であり、尾灯は向かって左側に1個であった。車内照明は製造当所はグローブ収納の通常形白熱灯が使用されていたが、後に管形白熱灯に交換された。

### 21 - 24
1929年に京都電燈が叡山線（現・叡山本線）用に増備した車両で、平坦な叡山線用であったため、前年に製造された鞍馬電気鉄道向けのものと異なり、発電ブレーキが省略され、モーターは出町柳側台車に2個、空気ブレーキはSMEであった。発電ブレーキ取付までは勾配区間への臨時運用を意識してか、台車には砂箱が取付けられていた。

### 121 - 126
1928年の鞍馬電気鉄道（現在の鞍馬線）山端駅（現在の宝ケ池駅） - 市原駅開業時に121 - 124が、翌1929年の鞍馬駅延長時に125・126が新造された。勾配線区である鞍馬線用に発電ブレーキが装備されている。また空気ブレーキはGE製であった。121 - 124はモーターは2個だったが、125・126の新造の際に4個モーター化されている（なお、その時のモーターを流用して新造したのが上記の21 - 24である、といわれている）。

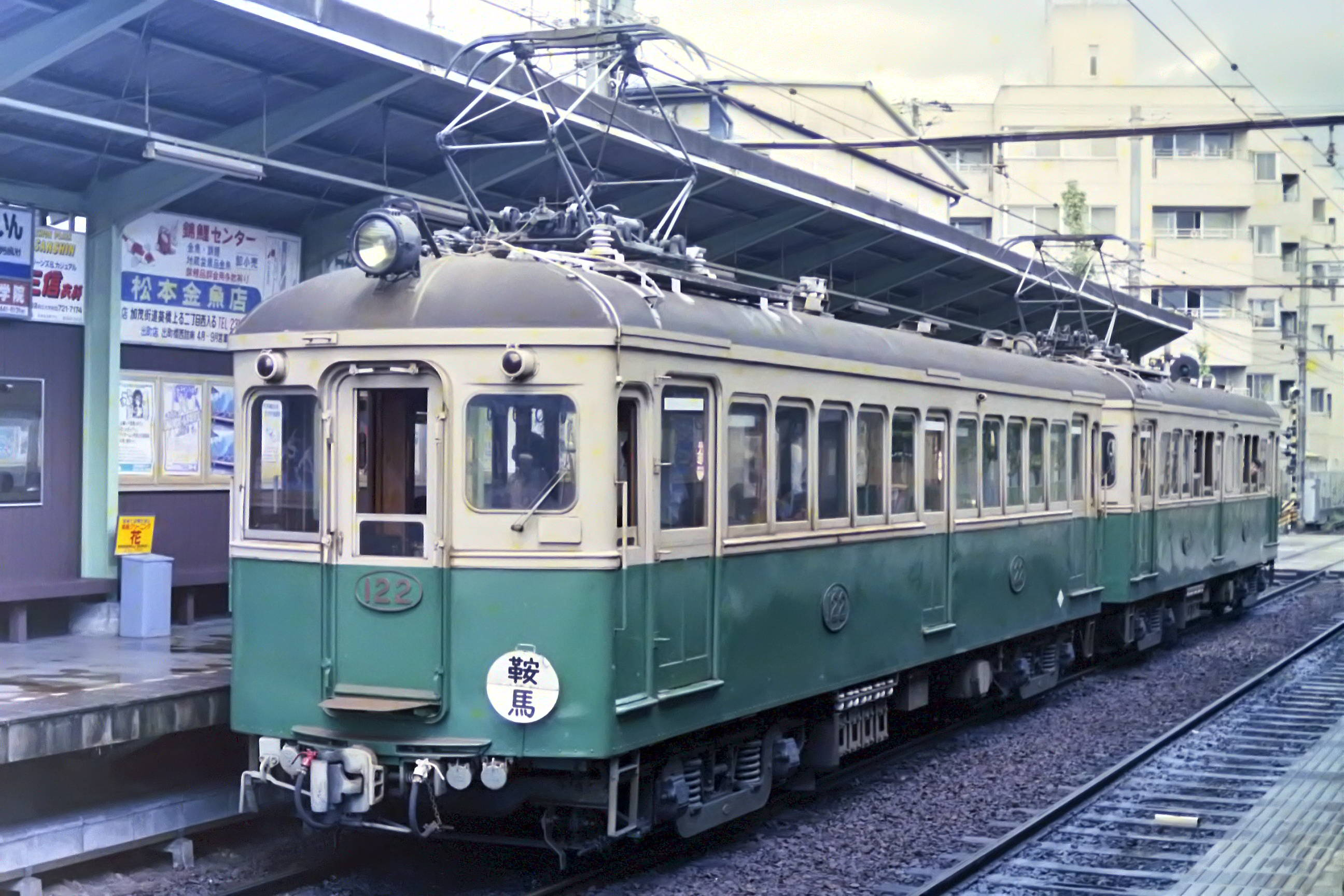
両側貫通化車両 デナ122
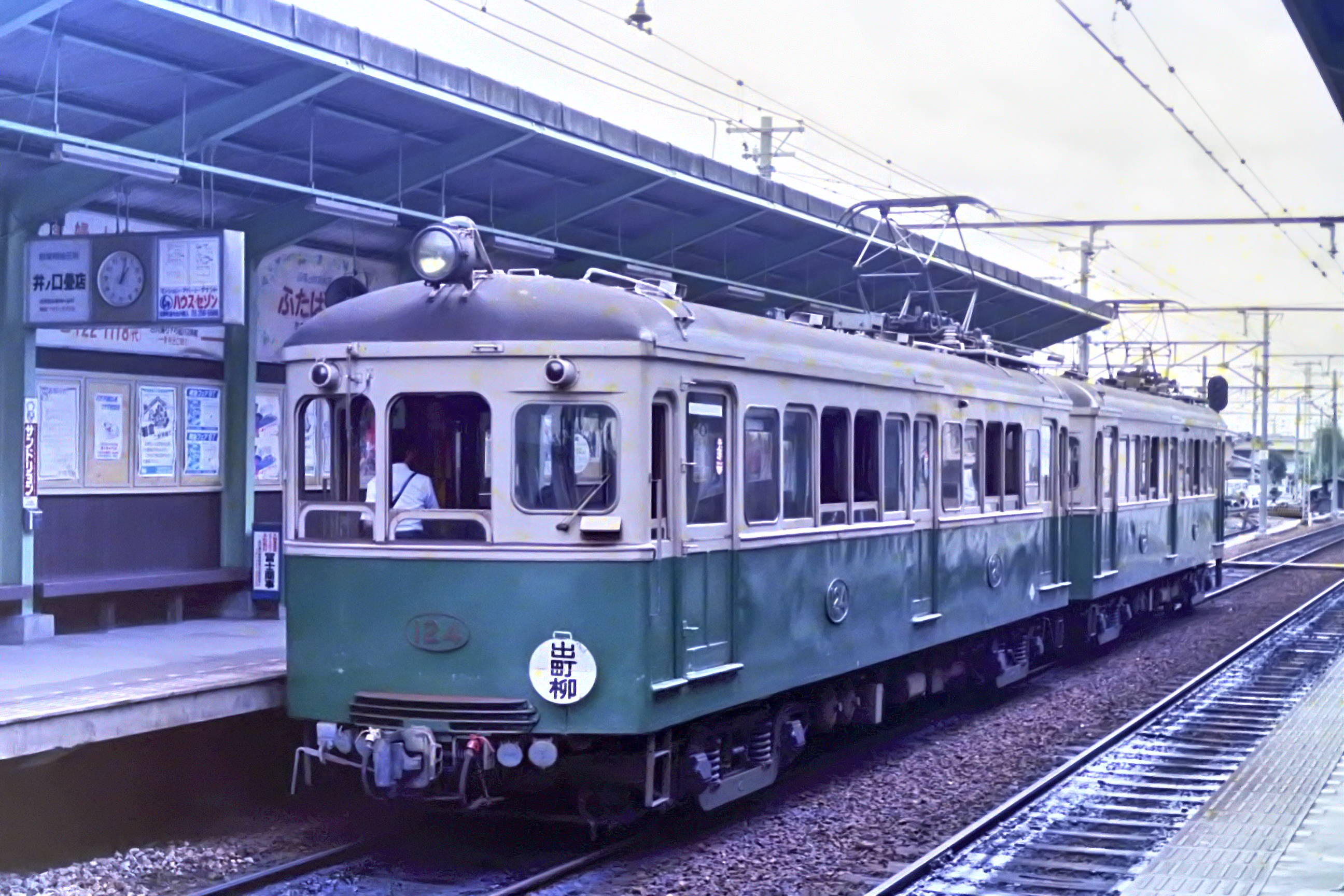
ウインドウシル存置車両 デナ124
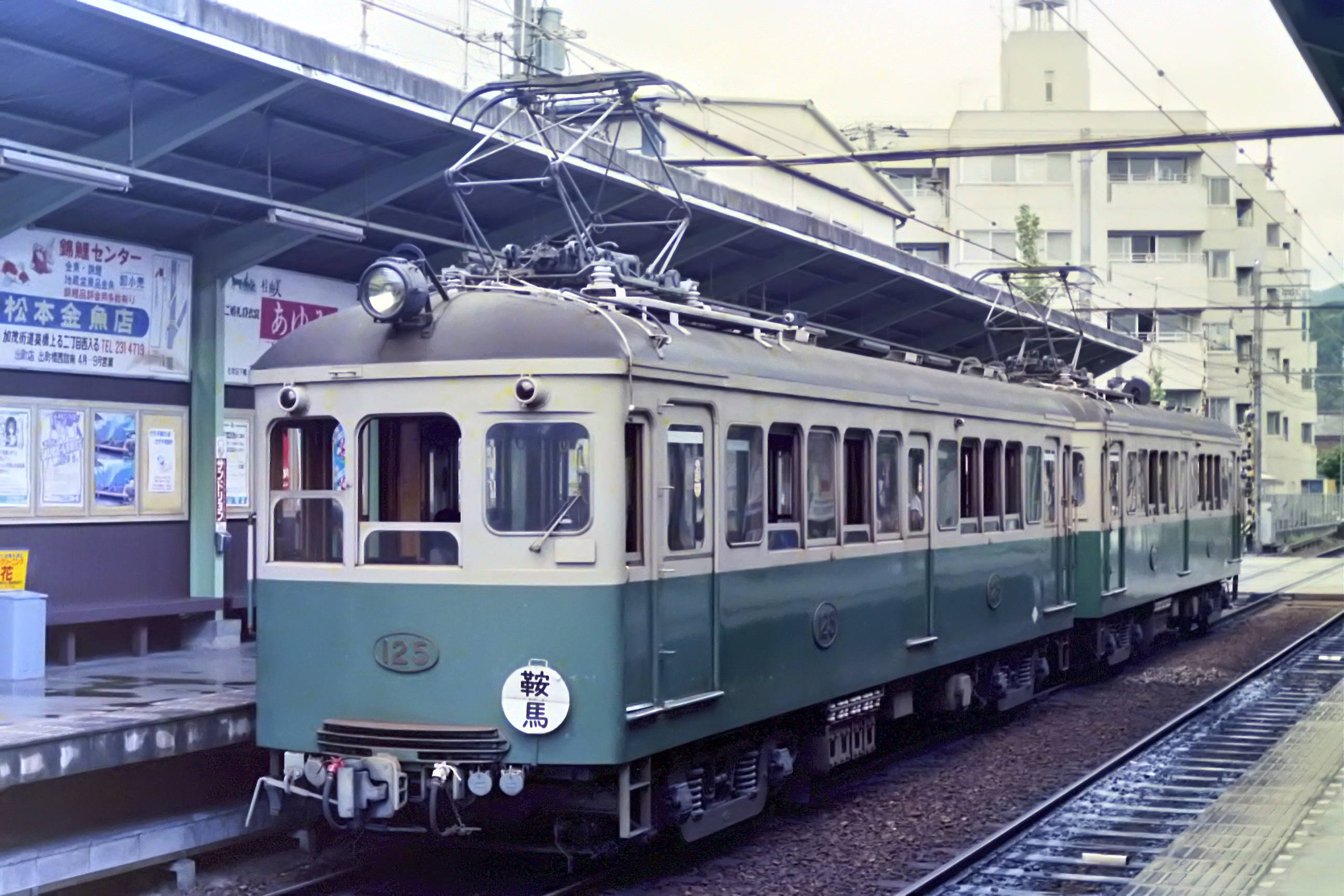
ノーシル化車両 デナ125

## 変遷

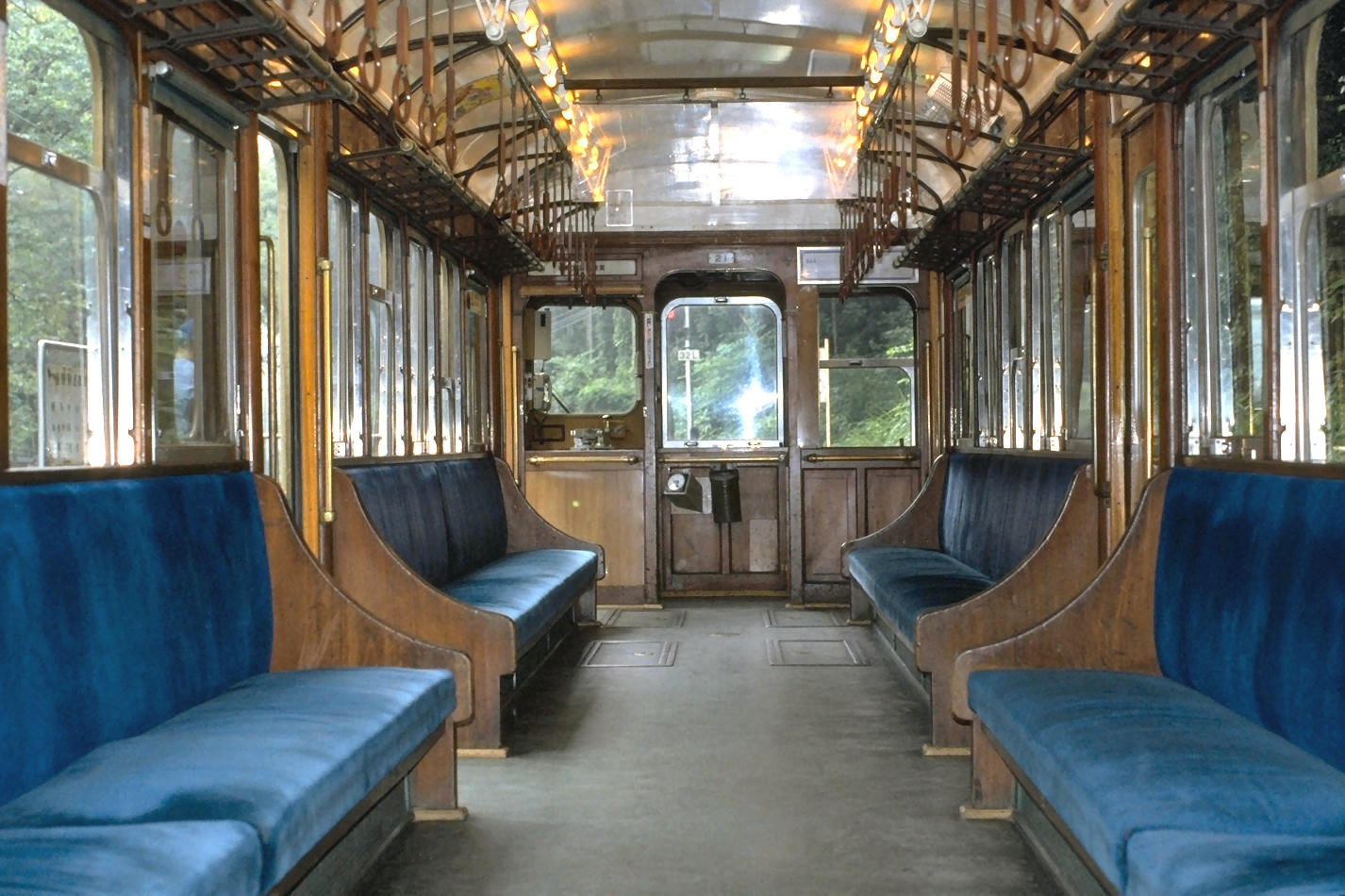
デナ21の車内（最終期）
乗務員室は扉と窓ガラスのない半開放構造で、天井には管形白熱灯が並んでいる。

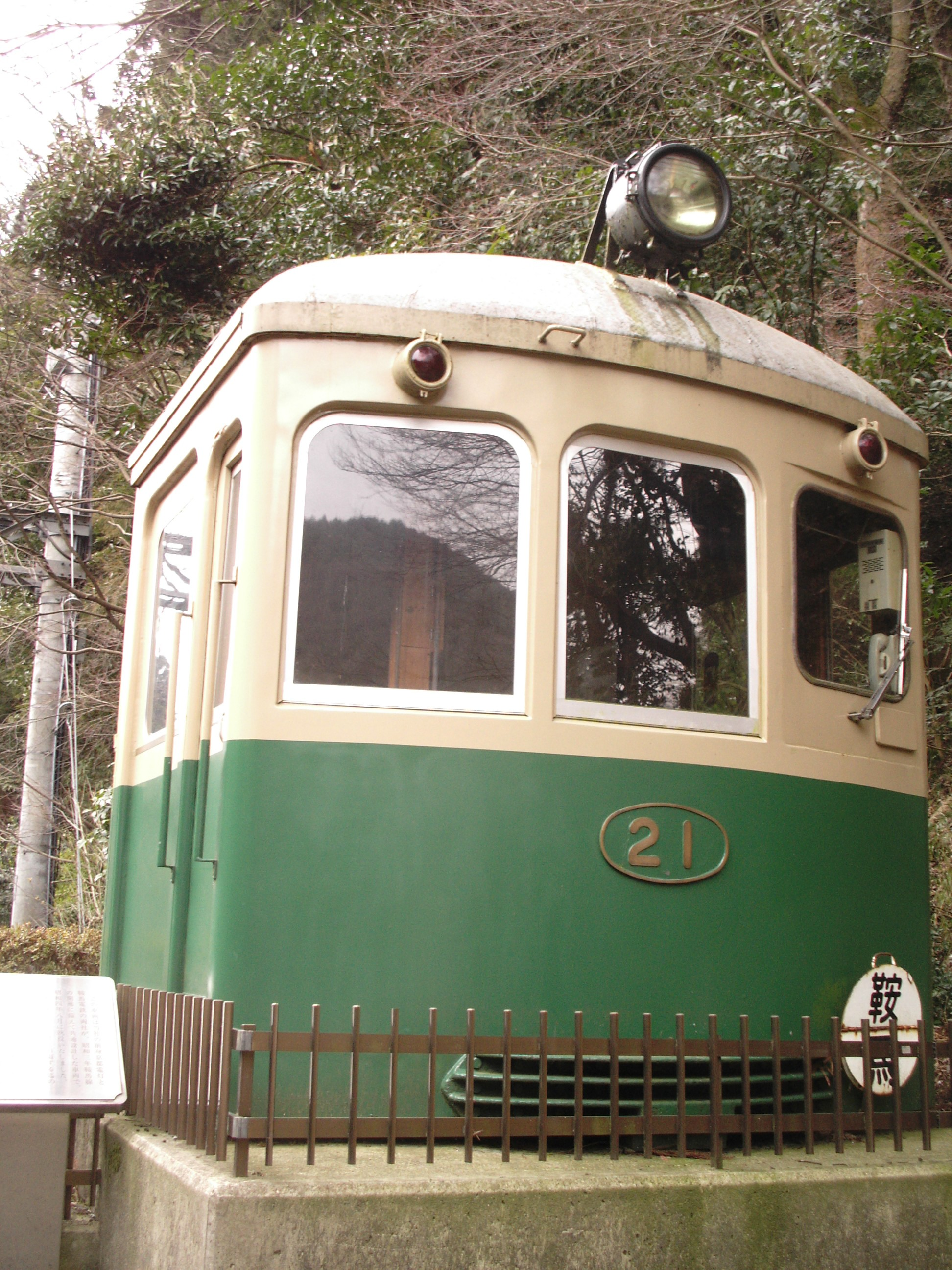
鞍馬駅前に保存されたデナ21前頭部

1942年に京都電燈の保有する鉄道部門の京福電気鉄道への分社化と、京福電気鉄道による鞍馬電気鉄道の吸収合併により、京福の21 - 24と鞍馬電鉄引継ぎの121 - 126は同一形式にまとめられた。戦後の一時期において121 - 124が2個モーターにされるなどの変遷があったが、順次塗装の2色化、尾灯の2個化、車内照明の管形白熱灯化、制御機の交換（オリジナルはキー式）、モーターの4個化などが行われている。
121・123は1964年に鞍馬線で正面衝突事故により大破・焼失し、廃車となっている。
1965年には21 - 24も発電ブレーキが取り付けられ、122・124 - 126のブレーキがSMEに改められたことから、元の所属の差に関係なく共通で使用されるようになった。
1978年、集電装置のパンタグラフ化で全車両とも出町柳寄りにパンタグラフが取り付けられた。結果、窓からのポール操作を行うことがなくなったので（スライダーシュー化後は連結面は通常不使用）、編成を組む側の面のみ貫通扉を取付け2両編成化を行った。同時に運転台窓の固定化や空気動ワイパーの取付、122・124を除く全車に外板更新によるノーシル化が行われている。
1986年の叡山電鉄発足時も同社の主力として使用されていたが、老朽化に加え、電動発電機非搭載で旅客サービス用電源がないことによるサービス水準の低下、また同社に於ける単行運転のワンマン化のため、1987年に23・24が車体を載せ替えられデオ710形711・712へ改造された。
残った6両は、京阪鴨東線開業による輸送力増強や2両編成での運用の常態化、ATSの取り付けのため貫通化側の運転台が撤去されたが、車掌スイッチと乗務員扉は残されて、駅によっては重宝されていた。800系デオ810形の増備により1993年に122-126、1994年に125-124の順に廃車となり、同年11月23日・26日・27日に残っていた21-22がさよなら運転をして運用を離脱した後、翌1995年に廃車となり形式消滅した。
2023年現在、車両前頭部のカットモデルと車輪が鞍馬駅前に保存されているが、木製の屋根や外板の腐食が進行したため、同年、叡山電鉄はクラウドファンディングで修復の支援金を求めることとした。

## 登場作品
当形式が森見登美彦作「有頂天家族」に偽叡山電車として登場している。